# Atanásio I de Jerusalém
Atanásio I de Jerusalém foi o patriarca de Jerusalém entre 929 e 937 d.C. Seu nome só é citado nas fontes em grego e não aparece em autores como Sa'id ibn Bitriq, por exemplo.